# North Hollywood (métro de Los Angeles)
Cet article concerne une station du métro de Los Angeles. Pour le quartier de Los Angeles, voir North Hollywood.
North Hollywood est une station du métro de Los Angeles desservie par les rames de la ligne B et située à North Hollywood, quartier de Los Angeles, en Californie.

## Localisation
Station souterraine du métro de Los Angeles, North Hollywood est le terminus ouest de la ligne B et est située à l'intersection de Lankershim Boulevard et de Chandler Boulevard dans le quartier North Hollywood au nord de Los Angeles.

## Histoire
North Hollywood est mise en service le 24 juin 2000 lors de la dernière extension de la ligne B.

## Service

### Accueil

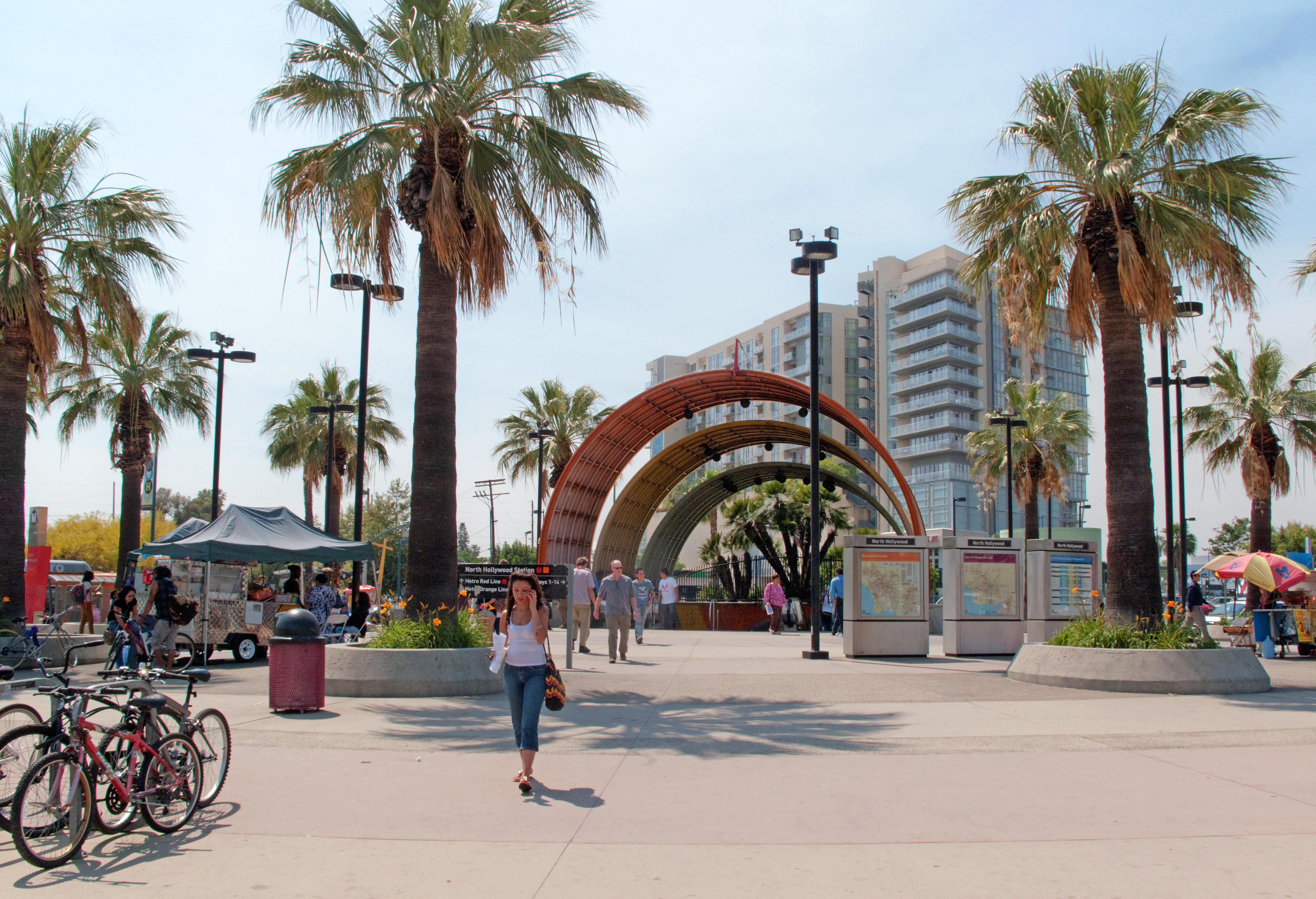
Entrée de la gare.
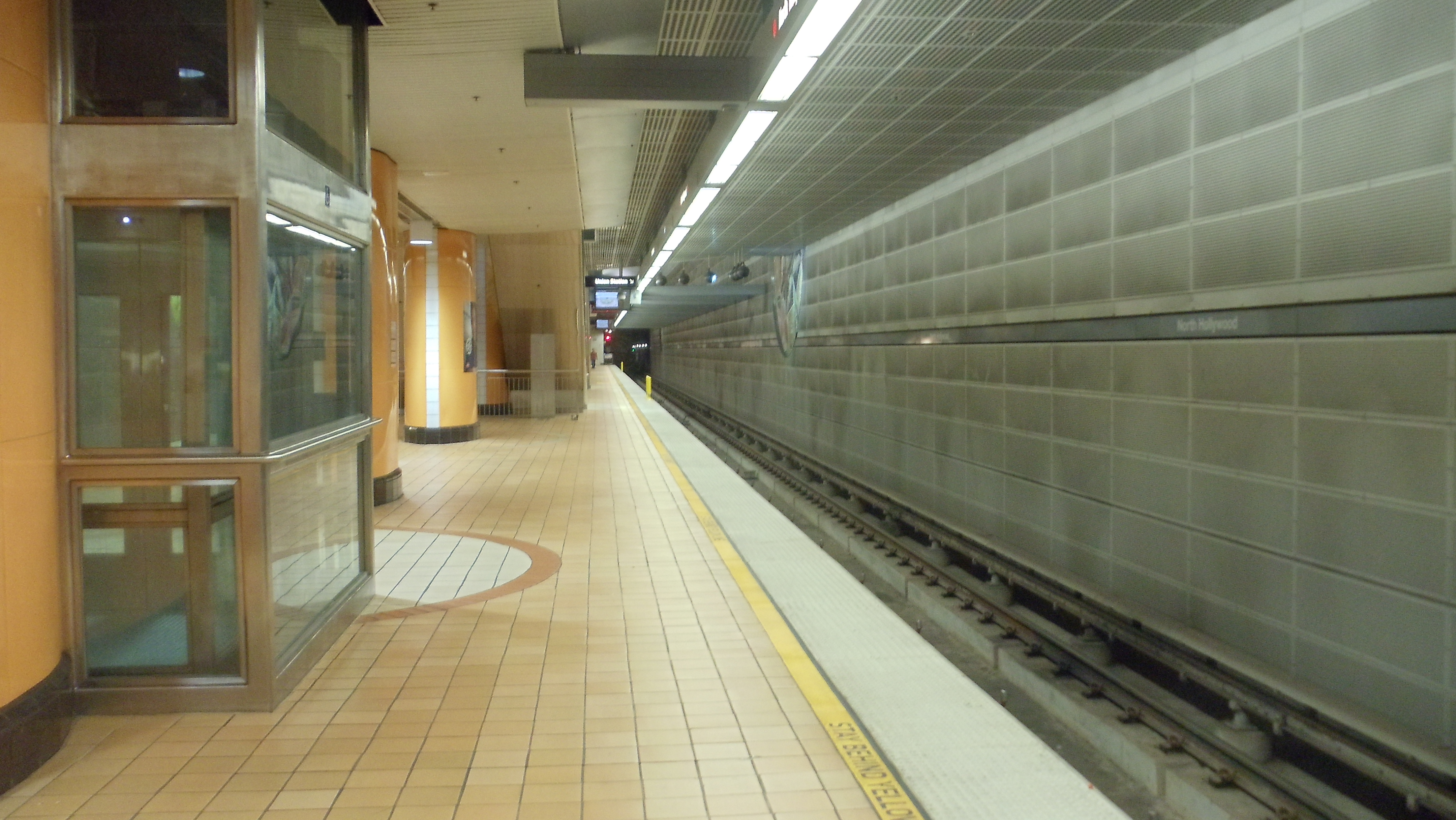
Plateforme de North Hollywood.
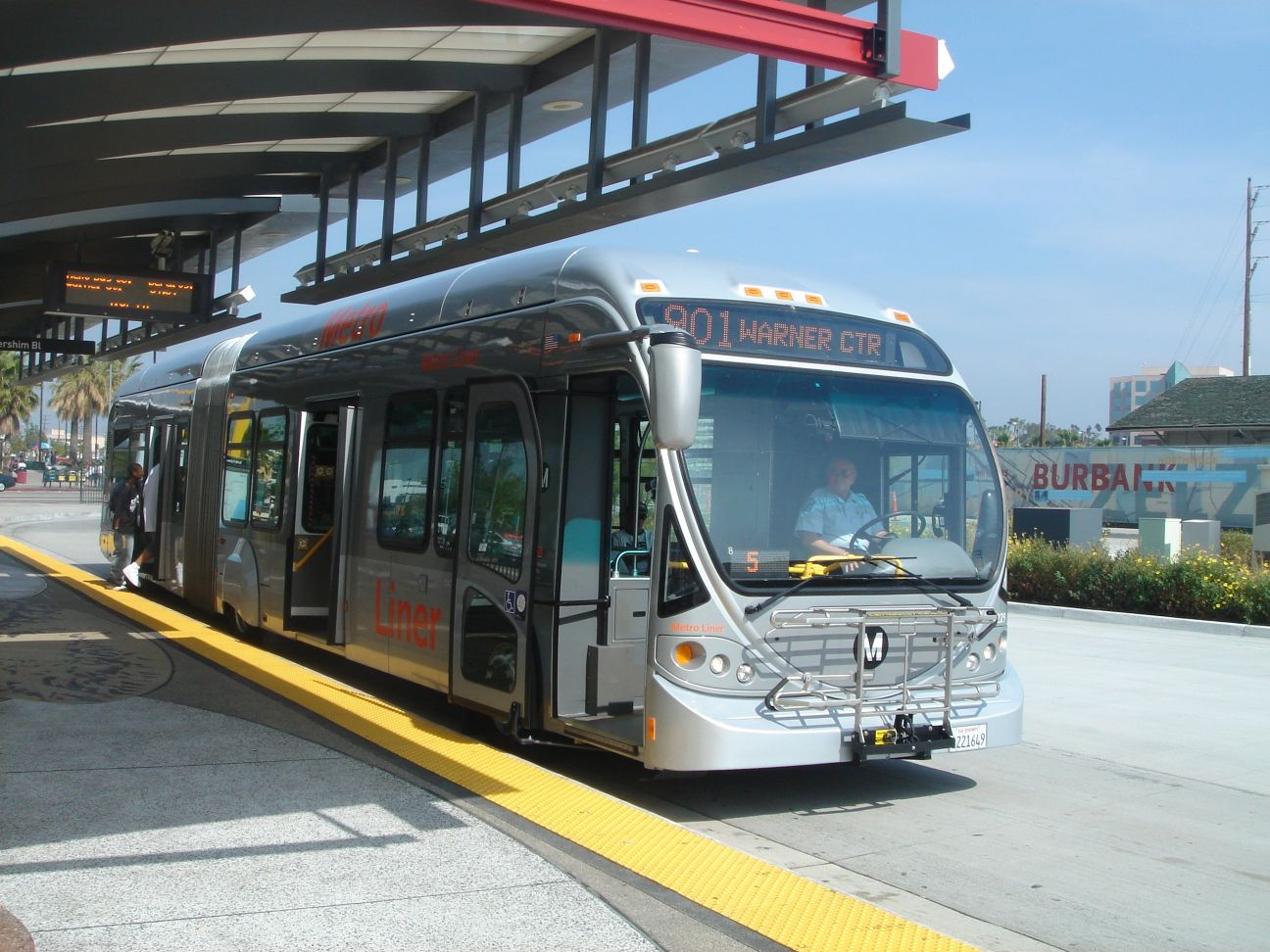
La gare est également desservie par la ligne K (BHNS).

### Desserte
North Hollywood est desservie par les rames de la ligne B du métro, dont elle constitue le terminus ouest.

### Intermodalité
En surface, la station est desservie par la ligne G (en), l'une des deux lignes du réseau de bus à haut niveau de service de Los Angeles.
Plusieurs lignes d'autobus locales desservent également la station telles que les lignes 152, 154, 162, 183, 224, 237, 353, 501 et 656 de Metro et la ligne 549 de LADOT Commuter Express (en).

## Architecture et œuvres d'art
Le terminus ouest de la ligne B abrite deux œuvres, intitulées Kaleidoscope Dreams, réalisée par les artistes James Doolin et Anne Marie Karlsen et Dramatic Locale, réalisée par l'artiste Caryl Davis.